# Irreplaceable
„Irreplaceable” este un cântec al interpretei americane Beyoncé Knowles. El a fost compus de echipa norvegiană de producție Stargate, în colaborare cu Ne-Yo, cel din urmă realizând textul înregistrării. Piesa nu a fost inițial compusă pentru artistă, însă aceasta a făcut o serie de modificări adiționale la melodia demonstrativă ce i-a fost prezentată, incluzând versiunea finală pe cel de-al doilea material discografic de studio din cariera sa independentă, B’Day. După activitatea medie a primelor extrase pe single de pe album — „Déjà Vu” și „Ring the Alarm” — solista a promovat cântecul sub titulatura de cel de-al doilea single al discului la nivel internațional și cel de-al treilea în S.U.A..
Compoziția a fost apreciată într-un mod pozitiv de critica de specialitate, unele publicații numind-o una dintre piesele de rezistență ale materialului de proveniență, în timp ce altele au fost de părere că interpretarea lui Knowles este una notabilă. „Irreplaceable” s-a bucurat de un succes major în țara natală a solistei, ocupând locul întâi în Billboard Hot 100 timp de zece săptămâni consecutive, clasându-se pe aceeași treaptă în ierarhia întregului an 2007 calendaristic. De asemenea, a devenit un nou șlagăr la nivel mondial, ocupând poziții notabile în Australia, China, Europa sau Noua Zeelandă, fiind considerat unul dintre cele mai importante cântece din această eră a lui Knowles.
Pentru relansarea materialului de proveniență, a fost imprimată și o versiune în limba spaniolă, „Irreemplazable”, ce a fost inclusă mai târziu și pe un EP omonim. Piesa a înregistrat un succes major în Italia, unde a debutat pe treapta cu numărul 3 în ierarhia națională. Între timp, varianta în limba engleză a primit o nominalizare la premiile Grammy și i-a adus lui Knowles o serie de trofee adiționale. Înregistrarea este cunoscută pentru refrenul său molipsitor și datorită tema ce pledează pentru independență. „Irreplaceable” a fost plasat de revista Rolling Stone pe locul 60 în lista celor mai interesante o sută de cântece ale anilor 2000, fiind surclasat de „Crazy in Love” și „Single Ladies”.

## Compunere
Inițial, „Irreplaceable” nu a fost compus pentru a-i fi oferit lui Knowles, dar una dintre cele către se putea îndrepta cântecul a fost interpreta americană Chrisette Michele, însă aceasta l-a refuzat. Echipa norvegiană de producători Stargate și compozitorul Ne-Yo au fost contactați de Beyoncé pentru a realiza o serie de înregistrări pentru cel de-al doilea material discografic de studio al său, B'Day, însă au fost de părere că nu au mers în direcția potrivită cu acest cântec. Originar, melodia nu se potrivea cu vocea solistei, iar Ne-Yo a scris textul din perspectiva persoanei de sex masculin și nu a fost inspirat din experiențele personale. Întrucât versurile erau potrivite pentru un cântec country, el dorise să ofere înregistrarea unor artiste precum Shania Twain sau Faith Hill, acesta auzind inițial doar linia melodice realizată cu ajutorul chitarei, lucru ce l-a determinat să creadă că „Irreplaceable” era similar unei compoziții western. Cu toate acestea, odată ce au fost încorporate sunete produse de tobe, influențele de muzică rhythm and blues și-au făcut simțite prezența, iar Ne-Yo a abordat posibilitatea de a realiza un cântec ce se putea încadra în ambele genuri muzicale.
De asemenea, prima versiune imprimată a fost realizată cu ajutorul unei voci masculine, însă echipa de producție a ajuns la concluzia că înregistrarea ar avea o calitate superioară dacă ar fi interpretată de o femeie, însă nu erau siguri care ar fi cea mai fericită variantă. În timpul sesiunii de compunere a materialului B'Day, lui Knowles i-a fost prezentată melodia demonstrativă, aceasta declarându-se încântată de piesa proaspăt audiată. Artista a cerut o serie de modificări adiționale, a inclus sunete adiționale de tobe și a cântat „Irreplaceable” într-o manieră distinctă față de versiunea ce i-a fost prezentată. Espen Lind a fost cel ce a încorporat ritmurile de chitară în cadrul liniei melodice, în timp ce totul a fost înregistrat în compania lui Jim Caruana și compilat de Jason Goldstein la studiourile Sony Music Studios din New York.
După ce sesiunea de înregistrări dedicată cântecului a luat sfârșit, Hermansen a declarat că „toți [cei implicați] au fost de părere că au obținut ceva special și că Beyoncé a făcut dreptate pentru compoziție”. Într-un interviu, Ne-Yo a declarat faptul că „Beyoncé a avut ceva în piept de care dorea să scape și asta este și ceea ce a făcut”, continuând că a reușit să obțină un cântec cu care femeile să se poată asocia, devenind totodată un aport important pentru album și tema sa centrală. În afara acestui fapt, solista însăși s-a declarat mulțumită, declarând la scurt timp de la lansarea discului: „Iubesc «Irreplaceable». Cred că este important să ai astfel de cântece. Am întâlnit atât de mulți oameni care au venit la mine în lacrimi, spunând: «Am trecut prin prima mea despărțire. Dacă nu exista cântecul, nu aș fi fost suficient de puternică pentru a nu suna. Nu aș ști cât de mult valorez». Sunt fericită să fac parte din asta”.

## Structura muzicală și versurile
„Irreplaceable” este un cântec pop cu influențe de muzică rock și rhythm and blues, incluzând și o serie de elemente specifice baladelor. El este scris în tonalitatea Si ♭ major, având la bază măsura de trei pătrimi. Suportul vocal este susținut integral de mezzo-soprana Beyoncé Knowles, întinderea sa vocală pe durata compoziției fiind de aproximativ două octave și jumătate, interpretarea sa fiind dublată prin supraînregistrare. Spre deosebire de majoritatea cântecelor de pe album, înregistrarea iese în evidență grație caracteristicilor diferite, respectiv, abordarea unor sunete bazate pe acustică. De asemenea, în cântec nu sunt secțiuni instrumentale prea lungi, ritmul melodiei vocale încorporând doar câteva sincope, posedând totodată armonii vocale.
Pentru realizarea ritmului melodic al cântecului, echipa de producție a combinat o progresie de acorduri clasice pe o chitară acustică, elemente specifice unui sintetizator de ritm și sunete de violoncel. Al Shipley de la Stylus Magazine a observat faptul că unele componente de chitară au fost copiate în discul single „Hate That I Love You”, al interpretei barbadiene Rihanna, compus de aceeași echipă de producție și scris de Ne-Yo, care a și acompaniat-o pe solistă la nivel vocal. În același an, 2007, un alt single realizat de Stargate a prezentat aceleași elemente precum înregistrarea lui Knowles, acesta fiind cântecul „With You”, interpretat de Chris Brown, Rob Sheffield de la Rolling Stone afirmând că „Stargate a încercat doar să refacă «Irreplaceable» încă o dată”, în timp ce Billboard a fost de părere că formația „se sprijină puțin cam mult” pe cântec. O altă compoziție similară o constituie un alt șlagăr al Rihannei, „Take a Bow”, care este asemănător cu „Irreplaceable” și abordează aceeași temă.
„Irreplaceable” face referire la despărțirea dintre două persoane, lucru datorat infidelității persoanei de sex masculin, versurile fiind considerate o declarație de independență. Hermansen a fost surprins în timp ce afirma faptul că „este o piesă de care se pot bucura oameni din toate categoriile de viață”, în timp ce Knowles a declarat: „Practic nu putem uita puterea noastră și valoarea noastră. Și [...] uneori ești așa îndrăgostită, [încât] uiți asta. Și uneori simți că nu ești [...] apreciată. Și [...] uneori ei uită faptul că pot fi înlocuiți”. Bill Lamb de la About a fost de părere că tema feminină a lui „Irreplaceable” este similară cu conceptul central al romanului din 1995 lui Terry McMillan, Waiting to Exhale. Compoziția urmează formatul strofă — refren, cel din urmă fiind repetat pe durata piesei.

## Recenzii, nominalizări și premii
În timp ce majoritatea cântecelor prezente pe B'Day prezentau caracteristici puternice, „Irreplaceable” a fost apreciat de critica de specialitate pentru linia melodică bazată pe ritmuri de chitară. Bill Lamb de la website-ul About a felicitat echipa Stargate pentru „producția simplă, orientată spre muzica pop”, listând compoziția pe locul al nouălea în ierarhia anuală a publicației ce contorizează discurile single R&B. În timpul recenziei efectuate materialului de proveniență, Jody Rosen de la revista americană Entertainment Weekly a declarat faptul că piesa este „diferită față de tot ce a interpretat Beyoncé vreodată”. Sarah Rodman de la The Boston Globe a descris compoziția ca fiind „blândă, dar foarte atrăgătoare”, Bill Lamb numind-o „superbă”. Spence Abbott, editor al website-ului IGN a remarcat faptul că atât „Irreplaceable”, cât și „Resentment”, un alt cântec listat pe discul B'Day, „abordează o cale mai tradițională a muzicii R&B contemporane”, comparativ cu celelalte înregistrări ale materialului, continuând să spună că acest lucru le-a făcut să „iese în evidență exact ca și cum ar fi fost înregistrate separat față de restul albumului”. În anul 2009, Pitchfork Media a plasat cântecul pe locul 183 în lista celor mai interesante cinci sute de înregistrări ale deceniului.
Lamb a a afirmat despre „Irreplaceable” faptul că este unul dintre cântecele de bază ale albumului, notând și aspecte referitoare la tema centrală a acestuia. Website-ul specializat în muzică indie Pitchfork Media a numit înregistrarea ca „cea mai sofisticată” din repertoriul artistei, felicitând și prezentarea sa, despre acest aspect afirmând faptul că reprezintă „cea mai sinceră interpretare [a solistei] până astăzi”. De asemenea, Barry Schwartz de la Stylus Magazine a fost de părere că „Irreplaceable” a recapturat o serie de trăsături esențiale găsite și în discul single de debut al lui Knowles, „Crazy in Love”. Înregistrarea a fost recompensată la gala premiilor Soul Train Music 2007 cu un premiu la categoria „Cel mai bun single R&B/Soul (feminin)” și i-a adus lui Beyoncé un trofeu Kid's Choice Award (la categoria „Cântecul favorit”). De asemenea, acesta a primit o nominalizare la premiile Grammy din 2008, în cadrul cântecelor ce aveau posibilitatea de a revendica titulatura de „Cea mai bună înregistrare”. Alături de „Irreplaceable”, o altă compoziție a artistei a fost afișată în lista nominalizărilor la aceste distincții, cealaltă piesă fiind colaborarea cu solista columbiană Shakira, „Beautiful Liar”. Cântecul a fost unul dintre cele cinci cele mai cunoscute cântece ale anului 2008, conform Premiilor Muzicii Pop ASCAP.
Asupra cântecului au planat o serie de controverse privind persoana ce s-a ocupat de realizarea textului. Într-un interviu acordat postului de televiziune MTV, Ne-Yo a clarificat confuzia susținând: „Se pare că Beyoncé a fost la un spectacol și chiar înainte de lansarea cântecului ea a spus: «Am scris acestea pentru fete» și apoi cântecul a fost publicat. Piesa este o colaborare Eu am scris versurile, eu am scris toate versurile. Beyoncé m-a ajutat cu melodia și armoniile și adaptările la nivel vocal și asta o face o colaborare. Asta înseamnă că atât contribuția mea, cât și contribuția ei au format cântecul”. De asemenea, acesta a precizat faptul că nu este tentat să creadă în ipoteza conform căreia solista ar fi încercat să îl discrediteze, afirmând că interpreta „nu este o astfel de persoană”.

## Lansare și promovare

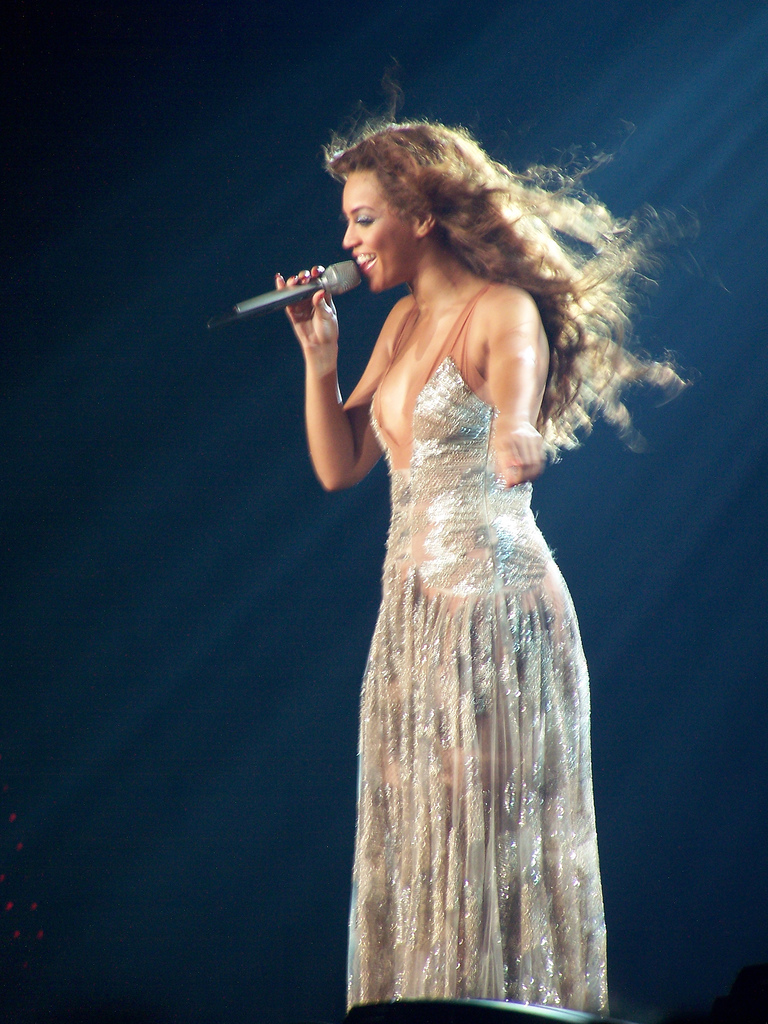
„Irreplaceable” este unul dintre cântecele incluse de Beyoncé în lista compozițiilor susținut în cadrul turneului The Beyoncé Experience.

„Irreplaceable” a fost lansat ca cel de-al treilea single al materialului B'Day în Statele Unite ale Americii, succedând înregistrarea „Ring the Alarm”. Un Compact Disc a fost distribuit lanțurilor de magazine din această regiune pe data de 5 decembrie 2006, materialul conținând atât versiunea prezentă pe albumul de proveniență, cât și negativul aceleiași compoziții. De asemenea, pentru a spori popularitatea piesei, a fost compilat un EP special, material populat cu șapte remixuri, el fiind distribuit prin intermediul website-ului american al companiei Apple, iTunes. Pentru relansarea materialului B'Day, Beyoncé a imprimat și o versiune în limba spaniolă pentru „Irreplaceable”, noua compoziție purtând titulatura „Irreemplazable”. Noua variantă a fost unul dintre cele patru cântece în limba spaniolă realizate pentru reeditarea discului, celelalte fiind „Amor Gitano”, „Bello Embustero” și „Oye”. De asemenea, aceasta a fost inclusă și pe EP-ul omonim, lansat în august 2007.
La nivel mondial, „Irreplaceable” a fost promovat ca cel de-al doilea single oficial al materialului („Ring the Alarm” fiind lansat doar în S.U.A.), urmându-i lui „Déjà Vu”. În Regatul Unit au fost distribuite trei versiuni diferite, două incluse pe format CD și alta pe suport de vinil. Primele două au fost lansate simultan, pe data de 23 octombrie 2006, în timp ce ediția specială a fost comercializată la șapte zile distanță. Ca parte a acestei lansări, au fost incluse o serie de remixuri ale cântecului „Ring the Alarm”, dar și videoclipul oficial. La câteva zile distanță, în prima parte a lunii noiembrie 2006 a fost distribuită în Australia o versiune distinctă, ce prezenta, alături de versiunea de pe albumul B'Day a lui „Irreplaceable”, două remixuri ale cântecului „Déjà Vu”. Ediții diferite au fost distribuite și în regiuni precum Japonia sau Taiwan. De asemenea, „Irreemplazable” a beneficiat de promovare independentă în Italia, unde a activat datorită numărului semnificativ de descărcări digitale obținute.
Cântecul a fost interpretat de Knowles cu mai multe ocazii, în timpul unor evenimente notabile. Astfel, solista a deschis ceremonia American Music Awards din anul 2006 cu prezentarea înregistrării „Irreplaceable”, pentru ca un an mai târziu aceasta să revină pe scena galei. Cu această ocazie ea a abordat o versiune country a compoziției, fiind o colaborare cu formația americană Sugarland, care au folosit dese ori preluări după cântecel lui Beyoncé în timpul spectacolelor susținute în fața publicului. De asemenea, în mai 2007 el a fost inclus pe coloana sonoră a serialului The Game. Piesa a fost prezentată și în turneul de promovare al albumului B'Day, al artistei (The Beyoncé Experience), o interpretare notabilă fiind adăugată pe DVD-ul ce ilustrează o serie de momente artistice din timpul seriei de recitaluri.

## Ordinea pieselor pe disc
| Nr.                              | Titlul               | Durată |
| -------------------------------- | -------------------- | ------ |
| Descărcare digitală              |                      |        |
| 00.                              | „Irreplaceable” [A]  | 3:47   |
| 00.                              | „Irreplaceable” [B]  | 4:05   |
| Disc single distribuit în S.U.A. |                      |        |
| 01.                              | „Irreplaceable” [A]  | 3:52   |
| 02.                              | „Irreplaceable” [C]  | 3:51   |
| Disc single distribuit în Europa |                      |        |
| 01.                              | „Irreplaceable” [A]  | 3:47   |
| 02.                              | „Ring the Alarm” [D] | 3:27   |

| Nr.                                              | Titlul               | Durată |
| ------------------------------------------------ | -------------------- | ------ |
| Disc single distribuit în Japonia                |                      |        |
| 01.                                              | „Irreplaceable” [A]  | 3:47   |
| 02.                                              | „Listen” [E]         | 3:40   |
| Maxi single distribuit în Regatul Unit și Taiwan |                      |        |
| 01.                                              | „Irreplaceable” [A]  | 3:47   |
| 02.                                              | „Ring the Alarm” [D] | 3:27   |
| 03.                                              | „Ring the Alarm” [F] | 3:10   |
| 04.                                              | „Ring the Alarm” [G] | 4:12   |
| 05.                                              | „Ring the Alarm” [H] | 3:31   |

- Discul distribuit în Japonia prezintă și un DVD bonus ce conține videoclipurile celor două înregistrări.

Specificații
| - A ^ Versiunea de pe albumul B'Day. - B ^ Remix „Maurice Joshua Remix Edit”. - C ^ Negativ. - D ^ Remix „Freemasons Club Mix Radio Edit”. | - E ^ Versiunea de pe coloana sonoră a filmului Dreamgirls. - F ^ Remix „Karmatronic Remix”. - G ^ Remix „Tranzformas Remix” (în colaborare cu Collie Buddz) - H ^ Videoclip. |

## Videoclip

Videoclipul, regizat de Anthony Mandler, urmează povestea reflectată de versuri, fiind și primul material în care își face apariția formația Suga Mama.

Materialul promoțional pentru „Irreplaceable” a fost regizat de Anthony Mandler, filmat in august 2006.  aceasta fiind una dintre cele două ocazii cu care Knowles a colaborat cu acesta în scopul filmării unui videoclip, alături de el realizând și scurtmetrajul pentru remixul oficial al cântecului „Get Me Bodied”. Scenele prezintă și debutul formației lui Beyoncé, Suga Mama, compusă în totalitate din artiste de sex feminin, ele fiind afișate și în materialul realiza pentru promovarea înregistrării „Green Light”. Cel ce l-a interpretat pe fostul prieten al solistei în videoclip este modelul Bobby Roache, care a fost inclus și în distribuția pentru scurtmetrajul „Ring the Alarm”. Materialul a fost inclus pe DVD-ul B'Day Anthology Video Album, alături de celelalte materiale filmate special pentru acest proiect, dar și împreună cu cele deja existente. În același timp, a fost realizată o versiune și pentru „Irreemplazable”. O parte notabilă a videoclipului o reprezintă prezența lui Knowles în fața unei uși din sticlă, lucru inspirat dintr-un film cu James Bond. La finele lunii ianuarie 2008 a fost difuzată pentru întâia dată versiunea videoclipului pentru „Irreemplazable”, lucru ce s-a materializat în emisiunea MiTRL,difuzat de MTV Tr3s.
Videoclipul urmează tema versurilor. Referitor la povestea scurtmetrajului, Roache a declarat: „ea mi-a spus să îmi împachetez toate lucrurile, sunt dat afară — așa începe videoclipul”. În partea de mijloc, personajul interpretat de Knowles își urmează fostul partener până în momentul în care acesta părăsește proprietatea sa, nu înainte de a revendica ultimele obiecte cumpărate de ea și purtate de acesta. Între aceste scene sunt incluse fragmente video de scurtă durată ce o prezintă pe artistă într-o cameră în care se pregătește pentru viitoarea întâlnire. Cea de-a doua parte a videoclipului este dominată de prezența lui Beyoncé în vecinătatea formației Suga Mama, în compania căreia interpretează înregistrarea. Finalul este marcat de momentul în care solista îl întâmpină pe noul prieten ce așteaptă în fața ușii.
Asemeni cântecului, videoclipul său adiacent a beneficiat de o atenție sporită, adjudecându-și un trofeu la gala Premiilor Black Entertainment Television (BET), la categoria „Videoclipul anului”, determinând-o pe Knowles să își devanseze propria înregistrare, „Beautiful Liar”, ce prezenta și ea o șansă de a ridica distincția. De asemenea, scurtmetrajul utilizat pentru promovarea discului single a primit nominalizări la alte ceremonii importante, printre care MTV Video Music Awards 2007 și Soul Train Music Awards.

## Prezența în clasamente

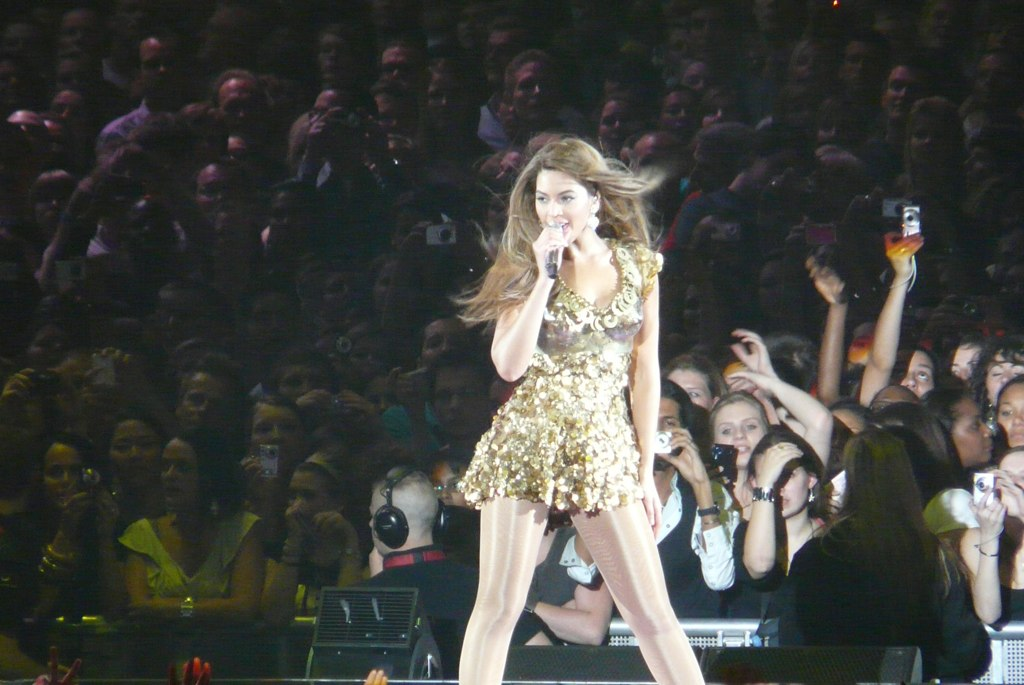
Beyoncé interpretând „Irreplaceable” în timpul turneului mondial I Am..., 2009

Una dintre primele apariții ale cântecului într-un clasament oficial a fost înregistrată odată cu debutul pe locul optzeci și șapte în Billboard Hot 100. Timp de șase săptămâni succesive, „Irreplaceable” a fost numit „cel mai mare câștigător din partea difuzărilor”, lucru datorat creșterii popularității în rândul posturilor de radio din Statele Unite ale Americii, aspect ce a culminat cu ocuparea primei poziții în ierarhia ce contorizează difuzările. Discul single s-a instalat în fruntea clasamentului Billboard Hot 100 la scurt timp, treaptă pe care a staționat timp de zece săptămâni consecutive, devenind cel mai lung cântec al lui Beyoncé ce câștigă această performanță și cel de-al patrulea din cariera independentă (la care sunt adăugate alte patru din timpul perioadei Destiny's Child). De asemenea, este și cea de-a doua compoziție a solistei ce este afișată în vârful listei americane în anul 2006, prima fiind înregistrarea „Check on It”. „Irreplaceable” a activat simultan și în alte ierarhii compilate de Billboard, în majoritatea câștigând prima poziție sau clasări notabile. Compoziția a devenit și discul single cu cea mai bună activitate din anul 2007, conform listei întocmite de revista Billboard.
La nivel european, cântecul s-a bucurat de același succes doar izolat, fiind listat pe prima poziție într-o serie de clasamente din Croația și în ierarhia națională a Irlandei. În alte zone, „Irreplaceable” a activat în primele zece trepte ale listelor oficiale sau în vecinătatea acestora, prezențe notabile fiind înregistrate în țările vorbitoare de limbă germană, unde a cunoscut performanțe importante: Elveția (locul 9) sau Austria și Germania (locul 11). În Regatul Unit, compoziția a debutat în prima jumătate a ierarhiei UK Singles Chart, ajungând să fie plasată pe treapta cu numărul 4, la doar paisprezece zile distanță, devenind cel de-al doilea șlagăr de top 5 de pe albumul B'Day. La nivelul Europei Centrale și de Est, atenția pentru cântec a fost una similară, el activând notabil în țări precum Cehia, România sau Slovacia, în cea de-a doua câștigând — la acea dată — titulatura de cel de-al doilea cel mai bine clasat single al lui Knowles din cariera independentă, fiind depășit doar de „Check on It” (locul 3) și aflându-se la egalitate cu șlagărul „Crazy in Love” (locul 4).
Alte poziționări importante au fost obținute pe celelalte continente, „Irreplaceable” cucerind prima poziție a clasamentelor din Australia (unde a devenit primul single al solistei ce primește această distincție), Brazilia, China sau Noua Zeelandă. Vânzările și difuzările câștigate la nivel mondial au facilitat avansarea cântecului în ierarhia mondiala United World Chart, unde s-a clasat pe cea mai înaltă treaptă a listei, treaptă menținută de-a lungul unui interval de doisprezece săptămâni consecutive. Versiunea în limba spaniolă a beneficiat și ea de atenție sporită într-un cadru restrâns din Europa și Statele Unite ale Americii. În ultima regiune, „Irreemplazable” a atins treapta cu numărul 4 în principala ierarhie a cântecelor latino, cu șase locuri mai sus decât varianta în limba engleză, fiind cea mai bună clasare a lui Knowles. De asemenea, „Irreemplazable” a fost lansat și în Finlanda, unde a obținut clasări de top 20 și în Italia, unde a câștigat poziția cu numărul 3.

## Clasamente
| Țară (clasament)                  | Poziția maximă  | Referință       |
| „Irreplaceable”                   | „Irreplaceable” | „Irreplaceable” |
| --------------------------------- | --------------- | --------------- |
| Austria (ARIA)                    | 1               | [ 98 ]          |
| Austria (ARIA — „Urban Chart”)    | 1               | [ 99 ]          |
| Austria (Ö3 Austria Top 40)       | 11              | [ 98 ]          |
| Belgia — Flandra (Ultratop)       | 13              | [ 98 ]          |
| Belgia — Valonia (Ultratop)       | 25              | [ 98 ]          |
| Brazilia (Brasil Hot 100)         | 1               | [ 93 ]          |
| Brazilia (Brasil Dance Club Play) | 1               | [ 100 ]         |
| Bulgaria (Top 40 Charts)          | 16              | [ 101 ]         |
| Canada (Billboard)                | 20[A]           | [ 102 ]         |
| Canada (CANOE JAM!)               | 3               | [ 97 ]          |
| China (Top 40 Charts)             | 1               | [ 94 ]          |
| Croația (e!Hot)                   | 1               | [ 86 ]          |
| Cehia (IFPI)                      | 4               | [ 89 ]          |
| Estonia (Uuno.ee)                 | 5               | [ 103 ]         |
| Europa (APC Charts — Euro 200)    | 4               | [ 104 ]         |
| Europa (Billboard)                | 7               | [ 105 ]         |
| Franța (SNPE)                     | 10              | [ 98 ]          |
| Germania (Media Control)          | 11              | [ 106 ]         |
| Grecia (Top 40 Charts)            | 2               | [ 107 ]         |
| Israel (Charts.co.il)             | 2               | [ 108 ]         |
| Irlanda (IRMA)                    | 1               | [ 14 ]          |
| Irlanda (IRMA — Descărcări)       | 4               | [ 109 ]         |
| Italia (FIMI)                     | 10              | [ 98 ]          |
| Noua Zeelandă (RIANZ)             | 1               | [ 98 ]          |
| Norvegia (VG Lista)               | 8               | [ 98 ]          |

| Țară (clasament)                   | Poziția maximă | Referință |
| ---------------------------------- | -------------- | --------- |
| Olanda (Dutch Mega Top 100)        | 5              | [ 98 ]    |
| Olanda (Dutch Top 40)              | 3              | [ 14 ]    |
| Polonia (APC Charts)               | 2              | [ 110 ]   |
| Portugalia (APC Charts)            | 2              | [ 14 ]    |
| România (Romanian Top 100)         | 4              | [ 91 ]    |
| Slovacia (IFPI)                    | 3              | [ 90 ]    |
| Suedia (Sverigetopplistan)         | 19             | [ 98 ]    |
| Regatul Unit (UK Singles Chart)    | 4              | [ 87 ]    |
| Taiwan (Top 40 Charts)             | 5              | [ 111 ]   |
| Ungaria (MAHASZ)                   | 1              | [ 112 ]   |
| U.S. Billboard Hot 100             | 1              | [ 102 ]   |
| U.S. Billboard Hot Airplay         | 1              | [ 102 ]   |
| U.S. Billboard R&B Songs           | 1              | [ 102 ]   |
| U.S. Billboard Pop 100             | 1              | [ 102 ]   |
| U.S. Billboard Dance/Club Play     | 1              | [ 102 ]   |
| U.S. Billboard Adult Contemporary  | 10             | [ 102 ]   |
| U.S. Billboard Hot Latin Songs     | 10             | [ 102 ]   |
| United World Chart (Media Traffic) | 1              | [ 95 ]    |
| „Irreemplazable”                   |                |           |
| Europa (Billboard)                 | 100            | [ 105 ]   |
| Finlanda (YLE)                     | 13             | [ 4 ]     |
| Germania (Media Control)           | 78             | [ 113 ]   |
| Italia (FIMI)                      | 3              | [ 4 ]     |
| U.S. Billboard Hot Latin Songs     | 4              | [ 97 ]    |
| U.S. Billboard Latin Pop Airplay   | 21             | [ 97 ]    |
| U.S. Billboard Latin Tropical      | 10             | [ 97 ]    |

- A ^ Clasamentul compilat de Billboard, Canadian Hot 100, a fost lansat după ce înregistrarea fusese lansată și activase în ierarhiile de specialitate.[114] Poziția consemnată în tabel este cea câștigată odată cu scăderea popularității discului single.

## Personal
- Sursă:[3]
- Voce: Beyoncé Knowles
- Textier(i): Ne-Yo, Beyoncé, Mikkel S. Eriksen, Tor Erik Hermansen, Espen Lind și Amund Bjorklund
- Compozitor(i): Stargate, Beyoncé și Ne-Yo
- Înregistrare: Jim Caruana (asistat de Rob Kinelski)
- Compilat de: Jason Goldstein  (asistat de Steve Toll)
- Chitară: Espen Lind
- Alte instrumente: Mikkel S. Eriksen și Tor Erik Hermansen

## Versiuni oficiale
| - „Irreplaceable” (versiunea de pe albumul B'Day) - „Irreplaceable” (negativ) - „Irreplaceable” (remix „Ralphi & Craig Club Radio Remix”) - „Irreplaceable” (remix „Ralphi & Craig Club Voc Remix) - „Irreplaceable” (remix „Maurice Joshua Remix Edit”) - „Irreplaceable” (remix „Ralphi Rosario Dub Remix”) | - „Irreplaceable” (remix „Maurice Joshua Club Remix”) - „Irreplaceable” (remix „Featuring Ghostface Killah”) - „Irreplaceable” (remix „DJ Speedy Remix”) - „Irreemplazable” (versiune de pe albumul Irreemplazable) - „Irreemplazable” (negativ) - „Irreemplazable” (remix „Nortena”) |

## Datele lansărilor
| Țara              | Data lansării     | Casă de discuri  | Format              | Referințe    |  |
| ----------------- | ----------------- | ---------------- | ------------------- | ------------ |  |
| Germania          | 21 octombrie 2006 | Columbia Records | descărcare digitală | [ 1 ]        |  |
| Irlanda           | 21 octombrie 2006 | Columbia Records | descărcare digitală | [ 115 ]      |  |
| Uniunea Europeană | 8 septembrie 2006 | Columbia Records | descărcare digitală |              |  |
| Regatul Unit      | 23 octombrie 2006 | Columbia Records | disc single         | [ 2 ] [ 54 ] |  |
| Regatul Unit      | 3 noiembrie 2006  | Columbia Records | disc de vinil       | [ 55 ]       |  |
| Germania          | 17 noiembrie 2006 | Columbia Records | disc single         | [ 116 ]      |  |
| Australia         | 5 decembrie 2006  | Columbia Records | EP                  | [ 56 ]       |  |
| Austria           | 5 decembrie 2006  | Columbia Records | EP                  | [ 117 ]      |  |
| Danemarca         | 5 decembrie 2006  | Columbia Records | EP                  | [ 118 ]      |  |
| Norvegia          | 5 decembrie 2006  | Columbia Records | EP                  | [ 119 ]      |  |
| Spania            | 5 decembrie 2006  | Columbia Records | EP                  | [ 120 ]      |  |
| Suedia            | 5 decembrie 2006  | Columbia Records | EP                  | [ 121 ]      |  |
| S.U.A.            | 5 decembrie 2006  | Columbia Records | disc single         | [ 48 ]       |  |
| Franța            | 8 ianuarie 2007   | Columbia Records | disc single         | [ 122 ]      |  |
| S.U.A.            | 5 martie 2007     | Columbia Records | EP                  | [ 123 ]      |  |

## Certificări și vânzări
| \| Țara/ clasament \| Vânzări/ puncte \| Certificare \| Referințe \| \| ------------------ \| --------------- \| ----------- \| --------- \| \| Australia \| +70.000 \| \| [124] \| \| Noua Zeelandă \| +15.000 \| \| [125] \| \| S.U.A. \| +2.697.000 \| \| [126] \| \| United World Chart \| +5.875.000 \| \| [127] \| | Note - reprezintă „disc de platină”; - reprezintă „dublu disc de platină”; - reprezintă „triplu disc de platină”; |             |           |
| Țara/ clasament | Vânzări/ puncte                                                                                                   | Certificare | Referințe |
| Australia | +70.000 |             | [ 124 ]   |
| Noua Zeelandă | +15.000 |             | [ 125 ]   |
| S.U.A. | +2.697.000 |             | [ 126 ]   |
| United World Chart | +5.875.000 |             | [ 127 ]   |